# Гайки-Ситенські
Гайки-Ситенські — село в Україні, у Крупецькій сільській громаді Дубенського району Рівненської області. Населення становить 415 осіб.

## Географія
У селі бере початок річка Ситенька.

## Історія
У 1906 році хутір Крупецької волості Дубенського повіту Волинської губернії. Відстань від повітового міста 41 верст, від волості 10. Дворів 53, мешканців 328.
7 (20) листопада 1917 року, відповідно до Третього Універсалу Української Центральної Ради, увійшло до складу Української Народної Республіки.
12 червня 2020 року, відповідно до розпорядження Кабінету Міністрів України № 722-р від «Про визначення адміністративних центрів та затвердження територій територіальних громад Рівненської області», увійшло до складу Крупецької сільської громади Радивилівського району.
19 липня 2020 року, в результаті адміністративно-територіальної реформи та ліквідації Радивилівського району, село увійшло до складу Дубенського району.

## Відомі люди
Уродженцем села є Лемещук Іван Михайлович (1993—2014) — сержант 80-ї Львівської окремої аеромобільної бригади Збройних Сил України, учасник АТО, загинув у 2014 році на Донбасі.